# Let 593 Aeroflota
Let 593 Aeroflota je bil reden mednarodni potniški let, ki je potekal z Mednarodnega letališča Šeremetjevo v ruski prestolnici Moskva do letališča Kai Tak v Hongkongu. V noči z 22. na 23. marec 1994 je let 593 opravljalo letalo vrste Airbus A310-304, ki je strmoglavilo v goratem kraju v Kemerovski oblasti v Sibiriji. V nesreči je umrlo vseh 63 potnikov in 12 članov posadke na krovu.
V preiskavi ni bilo najdenih nobenih dokazov o morebitnih tehničnih okvarah na letalu. Ko so preiskovalci pregledali podatke iz obeh črnih skrinjic, torej zapisa iz snemalnika glasov v pilotski kabini in snemalnika podatkov o letu, je bila razkrita prisotnost 12-letne hčere in 16-letnega sina nadomestnega pilota v pilotski kabini. Najstnik je, ko je sedel v pilotovem sedežu in držal krmilno palico, nezavedno izklopil nadzor avtopilota nad krilci letala. Zaradi močnega nagibanja letala se je avtopilot kmalu zatem popolnoma izklopil ter je letalo začelo skoraj navpično strmoglavljati. Prvi častnik ga je izravnal, vendar pretirano, zaradi česar je padlo v vrij in znova začelo strmoglavljati. Nadomestni pilot se ni mogel takoj vrniti v svoj sedež, saj so bile gravitacijske sile premočne. Ko mu je uspelo znova zasesti svoj sedež, je skupaj s prvim častnikom še enkrat izravnal letalo, vendar je to ukrepanje prišlo prepozno, saj se je letalo do tega trenutka že spustilo do višine, ki je bila prenizka za ustvarjanje možnosti vzpenjanja na varno višino. Trk v tla je povzročil takojšnjo smrt vseh 75 ljudi na krovu.

## Ozadje

### Letalo
V nesreči je bilo udeleženo letalo vrste Airbus A310-304 s serijsko številko 596, ki je bilo registrirano v Franciji z oznako F-OGQS in poganjano z dvema motorjema General Electric CF6-80C2A2. Letalska družba Aeroflot je bila prva komercialna uporabnica tega primerka, ki ji je bil po podpisani pogodbi o zakupu dobavljen 11. decembra 1992. Sicer je svoj krstni polet opravil 11. septembra 1991 z začasno registrsko oznako F-WWCS. Ponesrečeno letalo je bilo eno od petih letal vrste A310, ki so jih uporabljali pri Aeroflotu. Pripadalo je floti, katero je upravljal Aeroflotov avtonomen oddelek Russian International Airlines, ki je bil ustanovljen posebej za opravljanje poletov do Ruskega Daljnega vzhoda in jugovzhodne Azije.

### Potniki in posadka
Med 63 potniki na krovu je bilo 40 ruskih državljanov, vključno s približno 30 potniki, ki so bili bodisi zaposleni pri Aeroflotu ali člani njihovih družin. Med 23 tujci so bili večinoma poslovneži iz Hongkonga in Tajvana, ki so v Rusiji iskali priložnosti za razširitev svojega poslovanja.
Kapitan leta 593 je bil 40-letni Andrej Viktorovič Danilov (rusko Андрей Викторович Данилов), ki ga je Aeroflot najel novembra 1992. Danilov je v svoji pilotski karieri nabral 9675 ur letenja. Od skupno 950 ur letenja na letalih vrste A310 je kot kapitan opravil 895 ur. Prvi častnik je bil 33-letni Igor Vasiljevič Piskarjov (rusko Игорь Васильевич Пискарёв), ki ga je Aeroflot najel oktobra 1993. Nabral je 5885 ur letenja, od česar 440 ur na letalih vrste A310. Danilov in Piskarjov sta v preteklosti imela izkušenj s pilotiranjem letal vrste Tupoljev Tu-134. Nadomestni pilot oziroma nadomestni kapitan je bil 39-letni Jaroslav Vladimirovič Kudrinski (rusko Ярослав Владимирович Кудринский), ki ga je Aeroflot najel novembra 1992. Nabral je več kot 8940 ur letenja. Od skupno 907 ur letenja na letalih vrste A310 je kot kapitan opravil 735 ur. Kudrinski je v svoji pilotski karieri imel izkušnje tudi z letali vrste Jakovljev Jak-40, Antonov An-12 in Iljušin Il-76. Posadka v potniški kabini je bila devetčlanska.

## Nesreča
V zgodnjih urah 23. marca 1994 je bilo letalo na poti z Mednarodnega letališča Šeremetjevo v Moskvi do letališča Kai Tak v Hongkongu. Na krovu je bilo 75 ljudi, od česar 63 potnikov. Nadomestni pilot Kudrinski je sina in hčer peljal na njun prvi mednarodni let, v pilotsko kabino pa sta prišla v spremstvu pilota Vladimirja Makarova, ki je bil na letu 593 zgolj kot potnik. V pilotski kabini je bilo pet oseb: Kudrinski kot glavni pilot (kapitan), Piskarjov kot drugi pilot (prvi častnik) ter Makarov, 16-letni Eldar Kudrinski in 12-letna Jana Kudrinska kot gostje.
Ko je let potekal z vklopljenim avtopilotom, je Kudrinski v nasprotju s predpisi pustil hčer in sina, da sedita v levem pilotovem sedežu in držita krmilno palico. Najprej je Jana zasedla sedež, Kudrinski pa je prilagodil smer avtopilota, da bi imela vtis, da obrača letalo, čeprav dejansko ni imela nadzora nad letalom. Kmalu zatem je sedež zasedel Eldar, ki je za razliko od svoje sestre krmilno palico pritisnil dovolj močno, da je trideset sekund nasprotoval avtopilotu. Zaradi tega je letalski računalnik preklopil krilca na ročni nadzor, hkrati pa ohranil nadzor nad drugimi sistemi, ki upravljajo letalo v zraku. Eldar je v tem trenutku delno nadzoroval letalo. Prižgala se je tiha indikatorska lučka, ki je posadko opozorila na delno izklopitev avtopilota. Kudrinski in Piskarjov tega verjetno nista opazila, saj sta pred letali vrste A310 pilotirala sovjetska letala, ki so imela zvočne opozorilne signale.
Eldar je prvi opazil problem oziroma dejstvo, da se je letalo začelo nagibati v desno. Kmalu zatem se je indikator poti leta spremenil. Ker je bilo zavijanje v desno neprekinjeno, se je na zaslonu prikazala nova predvidena pot leta, ki je bila pravzaprav obrat za 180 stopinj in s tem podobna poti leta, ki se prikaže v čakalnem krogu, kjer obrat za 180 stopinj omogoča nadaljevanje letenja v stabilnem položaju. Kudrinski in Piskarjov sta bila devet sekund v zmedi. V tem času je letalo preseglo kot nagiba 45 stopinj, nazadnje pa se je nagnilo skoraj do pravega kota in preseglo največji kot nagiba, pri katerem lahko ohranja višine, zaradi česar se je začelo hitro spuščati. Povečane gravitacijske sile so povzročile, da sta Kudrinski in Piskarjov imela precejšnje težave s ponovnim pridobivanjem nadzora nad letalom. Kudrinski se ni mogel takoj vrniti v svoj sedež, saj Eldar ni mogel vstati. Avtopilot ni več nadzoroval krilc, a je svoje preostale funkcije uporabil za popravek poti leta, ko je dvignil nos letala in povečal potisk motorjev. Zaradi tega je letalo padlo v vrij, avtopilot pa ni mogel več popravljati poti leta ter se je popolnoma izklopil. Prižgala se je druga, večja indikatorska lučka, ki je pilota opozorila na popolno izklopitev avtopilota. Tokrat sta Kudrinski in Piskarjov opazila opozorilno lučko, a se je hkrati zaslon avtopilota izpraznil. Samodejen sistem je poskusil ustaviti padec v vrij. Spustil je nos letala, ki pa se je nato začelo strmo spuščati. Šele v tem trenutku so se gravitacijske sile zmanjšale dovolj, da je Eldar mogel vstati iz pilotovega sedeža in omogočiti očetu, da ta ponovno zasede. Piskarjov je uspešno ustavil spuščanje, vendar je ob tem prekomerno dvignil nos letala, ki se je tako znašlo v skoraj navpičnem položaju in znova padlo v vrij. Kudrinski in Piskarjov sta še enkrat prevzela nadzor nad letalom in poravnala krila, vendar nista vedela na kateri višini sta bila v tem trenutku. Pozneje je bilo ugotovljeno, da sta letela na višini, ki je bila prenizka, da bi jima omogočila vzpenjanje na varno višino. Letalo je trčilo v tla v goratem kraju. Navpična hitrost neposredno pred trkom je bila ocenjena na 70 m/s. Smrt vseh 75 ljudi na krovu je bila takojšnja. 
Letalo je strmoglavilo z dvignjenim pristajalnim podvozjem, vsi potniki pa so bili pripravljeni na izredne razmere, saj so bili pripeti na svojih sedežih. V minutah pred trkom pilota nista poslala nobenega klica na pomoč. Kljub temu, da sta se borila za rešitev letala, je bilo pozneje ugotovljeno, da sta morala le spustiti krmilni palici iz rok, ko je prvotno prišlo do delne izklopitve avtopilota, ki bi nato samodejno ukrepal in preprečil padec v vrij, s tem pa tudi smrtno nesrečo. V preiskavi ni bilo najdenih nobenih dokazov o morebitnih tehničnih okvarah na letalu.
V trenutku nesreče je bilo letalo še naprej znotraj Rusije. Razbitine so bile najdene na odročnem gorskem območju v Kemerovski oblasti, približno 20 kilometrov vzhodno od mesta Meždurečensk. Črni skrinjici sta bili najdeni drugi dan iskanja. Družine ruskih žrtev so na kraj nesreče položile rože, družine kitajskih in tajvanskih žrtev pa so po območju raztresle koščke papirja z napisanimi sporočili.

## Po nesreči
Pri Aeroflotu so prvotno zanikali, da bi bila otroka v pilotski kabini. To dejstvo so sprejeli šele po tem, ko je moskovska revija Obozrevatel (rusko Обозреватель, 'Opazovalec') 28. septembra 1994 objavila prepis na podlagi posnetka snemalnika glasov v pilotski kabini. Pri tiskovni agenciji Associated Press so po branju tega prepisa zaključili, da je »ruski posadki skoraj uspelo rešiti letalo«. Ameriški časopis The New York Times je poročal o objavi prepisa v reviji Obozrevatel, ki je »pokazal, da je ruski posadki skoraj uspelo rešiti Airbusovo letalo in 75 ljudi na krovu, kljub temu, da je bila ovirana s prisotnostjo otrok v pilotski kabini in nepopolno seznanjenostjo z letalom tuje izdelave«. V istem časopisu je bilo še navedeno, da se ta zaključek ujema z analizo letalskega strokovnjaka, ki je bila objavljena v časopisu Rossijskije vesti (rusko Российские вести, 'Ruske novice').  
Ugotovitve iz preiskave so bile razložene v epizodi Kid in the Cockpit (angleško 'Otrok v pilotski kabini') iz tretje sezone kanadske dokumentarne serije Katastrofa v zraku (angleško Mayday oziroma Air Crash Investigation), ki je bila prvič prikazana leta 2005. Pozneje so bili deli te epizode vključeni v posebno epizodo iste dokumentarne serije iz leta 2007, imenovano Who's Flying the Plane? (angleško 'Kdo pilotira letalo?'). Roman Kritična točka (angleško Airframe) iz leta 1996, ki ga je napisal ameriški pisec Michael Crichton, temelji na dogodkih iz te nesreče in nesreče leta 583 kitajske letalske družbe China Eastern Airlines, ki se je pripetila 6. aprila 1993.